# Oscar Garré
Oscar Alfredo Garré (Valentín Alsina, 9 de enero de 1961) es un exfutbolista y entrenador argentino. Como jugador ocupaba el puesto de lateral izquierdo o derecho y su primer equipo fue Ferro Carril Oeste, donde es ídolo y uno de los jugadores más importantes en la historia del club. Fue campeón del mundo con la selección argentina en la Copa Mundial de Fútbol de 1986.

## Biografía
Oscar Alfredo Garré nació en Valentín Alsina, pero vivió desde recién nacido y hasta los 22 años en Rafael Castillo. Es padre de los también futbolistas Emiliano y Ezequiel Garré, y abuelo de Benjamín Garré.

## Trayectoria

### Como jugador
Comenzó a jugar en la novena división de Ferro Carril Oeste, y fue llevado a la primera por Victorio Spinetto. Debutó el 2 de mayo de 1976. En una primera etapa, se desempeñó como puntero izquierdo. En 1978 logró con el club el ascenso a Primera División y en 1982 y 1984, los campeonatos nacionales, ya consolidado como lateral izquierdo titular.
En Ferro jugó 616 partidos y convirtió 16 goles, sumando sus participaciones en la Copa Libertadores, récord máximo en la institución. 
En la temporada 1988-89 jugó en el Club Atlético Huracán, para regresar de nuevo a Ferro. En 1994 quiso probar suerte en Israel, fichando por el Hapoel Kfar Saba F.C. primero y por el Hapoel Be'er Sheva F.C. después. 
En Ferro, jugó su último partido el 12 de junio de 1994.

### Como entrenador
Como director técnico estuvo en varios equipos con suerte diversa. En 1995 dirigió junto con su compañero y amigo Gerónimo Saccardi a Ferro Carril Oeste. Posteriormente y en forma solitaria pasó a dirigir a Lanús. Entre 2000 y 2004 dirigió en la Primera División de Chile, donde entrenó a Deportes Concepción, Huachipato y Universidad Católica. En este último equipo fue despedido luego de tener una de las peores campañas en la historia del club, con siete derrotas en nueve partidos. Fue técnico de Atlético de Rafaela, entre los años 2005 y 2006. Desde finales de agosto de 2006 volvió a dirigir a Ferro Carril Oeste hasta el 4 de mayo de 2007.
Dirigió la selección de fútbol sub-17 de Argentina. Fue ayudante de Marcelo Trobbiani en la selección de fútbol sub-20 de Argentina, período durante el cual se registró una de las peores campañas históricas de dicha selección, tras quedar eliminada en primera ronda del Sudamericano de 2013 jugado en Argentina, perdiendo la opción de clasificar al Mundial de Turquía.

## Selección nacional
Fue internacional con la selección de fútbol de Argentina en 37 ocasiones. Disputó el Mundial de México con el dorsal número 13.

### Participaciones en Copa del Mundo
| Mundial                        | Sede   | Resultado |
| ------------------------------ | ------ | --------- |
| Copa Mundial de Fútbol de 1986 | México | Campeón   |

## Clubes

### Como jugador
| Club                    | País      | Año       |
| ----------------------- | --------- | --------- |
| Ferro Carril Oeste      | Argentina | 1978-1988 |
| Huracán                 | Argentina | 1988-1989 |
| Ferro Carril Oeste      | Argentina | 1989-1994 |
| Hapoel Kfar Saba F.C.   | Israel    | 1994-1995 |
| Hapoel Be'er Sheva F.C. | Israel    | 1995-1996 |

### Como entrenador
| Club                    | País      | Año       |
| ----------------------- | --------- | --------- |
| Lanús                   | Argentina | 1994-1995 |
| Huracán                 | Argentina | 1996-1997 |
| Ferro Carril Oeste      | Argentina | 1998-1999 |
| Deportes Concepción     | Chile     | 2000      |
| Huachipato              | Chile     | 2001-2003 |
| Universidad Católica    | Chile     | 2004      |
| Hapoel Kfar Saba F.C.   | Israel    | 2004      |
| Hapoel Be'er Sheva F.C. | Israel    | 2005-2006 |
| Atlético de Rafaela     | Argentina | 2007-2008 |

## Palmarés

### Como jugador

#### Campeonatos nacionales
| Título                           | Club               | País      | Año     |
| -------------------------------- | ------------------ | --------- | ------- |
| Campeonato de Primera División B | Ferro Carril Oeste | Argentina | 1978    |
| Primera División                 | Ferro Carril Oeste | Argentina | N-1982  |
| Primera División                 | Ferro Carril Oeste | Argentina | N-1984  |
| Copa Toto Leumit                 | Hapoel Be'er Sheva | Israel    | 1995/96 |

#### Campeonatos internacionales
| Título                  | Club      | País      | Año  |
| ----------------------- | --------- | --------- | ---- |
| Copa Mundial de la FIFA | Argentina | México DF | 1986 |

### Como entrenador

#### Campeonatos nacionales
| Título                    | Club                | País  | Año  |
| ------------------------- | ------------------- | ----- | ---- |
| Liguilla Pre-Libertadores | Deportes Concepción | Chile | 2000 |